# Vliegbasis Kant
Vliegbasis Kant (Russisch: Авиабаза Кант, Aviabaza Kant) is een militair vliegveld bij de Kirgizische stad Kant, zo'n 20 kilometer ten oosten van de hoofdstad Bisjkek. De vliegbasis is in gebruik bij de Russische luchtmacht.

## Geschiedenis
In 1941 werd door de Sovjet-Unie in Kant een vliegbasis opgezet en de pilotenopleiding in Odessa verhuisd naar Kant. Na het uiteenvallen van de Sovjet-Unie werd in 1992 de vliegbasis overgedragen aan Kirgizië.
Op 22 september 2003 werd door Kirgizië en Rusland een overeenkomst ondertekend voor gebruik door de Russische luchtmacht van de vliegbasis. De vliegbasis werd officieel geopend op 23 oktober 2003. Het is de eerste nieuwe buitenlandse vliegbasis die Rusland opende sinds het einde van de Sovjet-Unie. In december 2012 sloten Kirgizië en Rusland een huuroverkomst voor 15 jaar, met de mogelijkheid van een automatische verlenging met vijf jaar.
Van 2001 tot 2014 hadden de Verenigde Staten een luchtmachtbasis op de luchthaven Manas, op slechts veertig kilometer afstand van Kant.